# 六指马鲅
六指马鲅（学名：Polydactylus sextarius）为鲈形目马鲅科马鲅属的其中一个物种。该物种主要分布于非洲东部、印度、锡兰、泰国、印度尼西亚以及南海和东海等。